# Ben Kingsley/Filmografie
Ben Kingsleys Filmografie nennt die Filme, in denen der britische Filmschauspieler Ben Kingsley mitgewirkt hat. Kingsley spielte seit den 1960er Jahren in zahlreichen Filmen mit.
Während Ben Kinsley am Anfang seiner Karriere vor allem in einzelnen Folgen britischer Fernsehserien in Erscheinung trat, etablierte er sich im Laufe der Zeit auch in Hollywood als Charakterdarsteller. So war er 1993 in Steven Spielbergs Holocaustdrama Schindlers Liste als Itzhak Stern zu sehen. Für die titelgebende Rolle in Richard Attenboroughs Filmepos Gandhi (1982) wurde Kingsley mit dem Oscar als bester Hauptdarsteller ausgezeichnet. Darüber hinaus wurde er mit weiteren Preisen ausgezeichnet und erhielt zahlreiche Nominierungen.
Kingsley war im Laufe seiner Karriere in unterschiedlichen Genres zu sehen, dazu gehören Komödien (Good Vibrations – Sex vom anderen Stern (2000), Der Diktator (2012)), Horrorfilme (BloodRayne (2005)), Science-Fiction-Filme (Species (1995), Ender’s Game – Das große Spiel (2013)), Dramen (Anne Frank (2001), Unter Feinden – Walking with the Enemy (2013)) oder auch Actionfilme (The Assignment – Der Auftrag (1997), Iron Man 3 (2013)).

## Erklärung

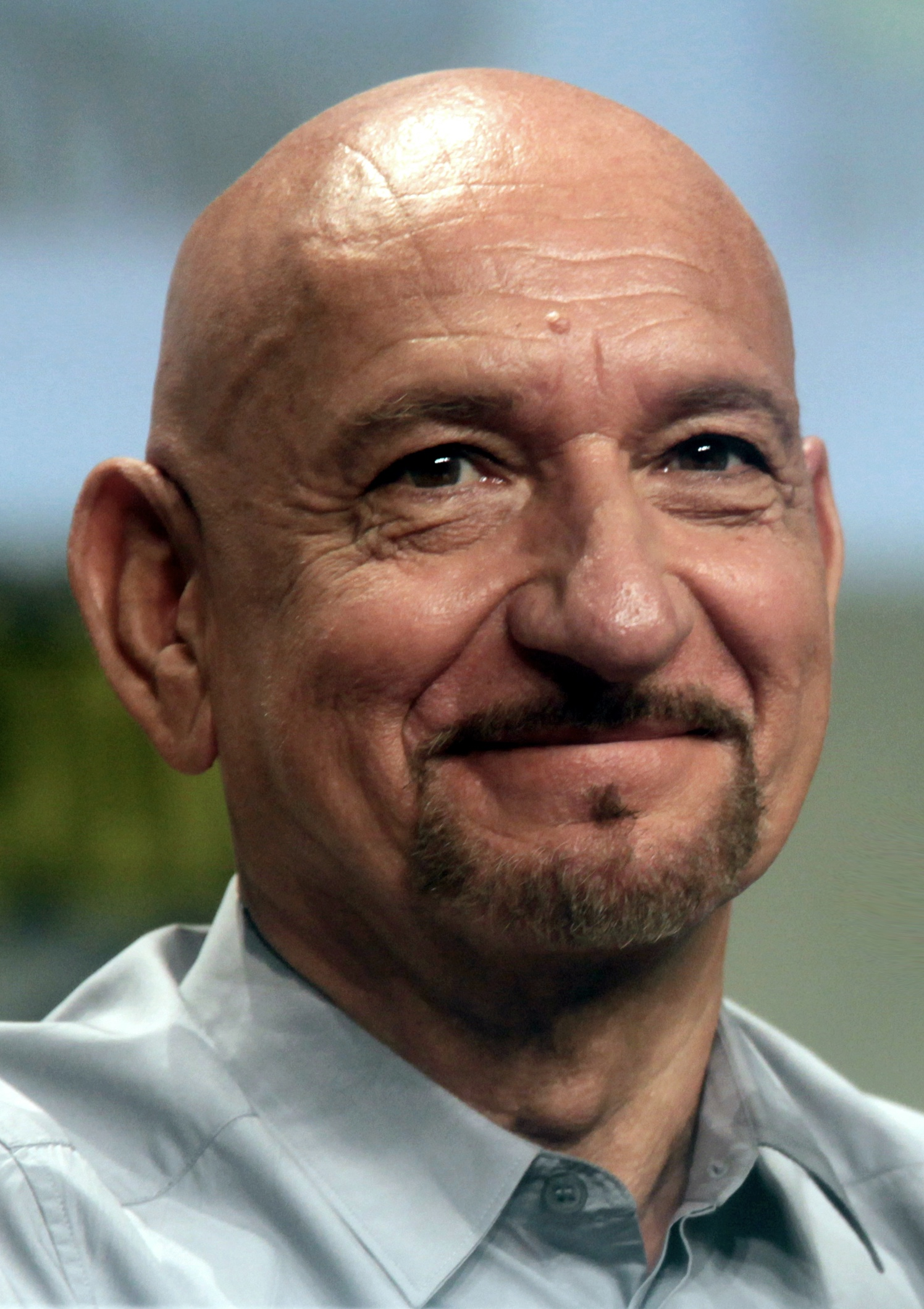
Ben Kingsley (2014)

- Jahr: Nennt das Jahr, in dem der Film erstmals erschienen ist.
- Deutscher Titel: Nennt den deutschen Titel des Films. Manche Filme sind nie in Deutschland erschienen.
- Originaltitel: Nennt den Originaltitel des Films.
- Regisseur: Nennt den Regisseur des Films.
- Genre: Nennt das Genre des Films (bsp. Abenteuerfilm, Science-Fiction, Horrorfilm, Komödie oder Drama).
- Min.: Nennt die ursprüngliche Länge des Films in der Kinofassung in Minuten. Manche Filme wurden später gekürzt, teilweise auch nur für deutschen Filmverleih. Kinofilme haben 24 Vollbilder pro Sekunde. Im Fernsehen oder auf DVD werden Filme im Phase-Alternating-Line-System (PAL) mit 25 Vollbildern pro Sekunde gezeigt, siehe PAL-Beschleunigung. Dadurch ist die Laufzeit der Filme im Kino um vier Prozent länger als im Fernsehen, was bei einer Kinolaufzeit von 100 Minuten eine Lauflänge von 96 Minuten im Fernsehen bedeutet.
- Credit: Nennt, ob Ben Kingsley im Film im Vor- und/oder Abspann genannt wird (Ja), oder nicht (Nein).
- Rolle: Beschreibt seine Rolle in groben Zügen.

## Filme
Die Liste der Filme enthält alle Kinofilme, bei denen Ben Kingsley eine Rolle gespielt hat, sowie eine Auswahl von Fernsehserien mit seiner Beteiligung.
| Inhaltsverzeichnis | 1960er | 1970er | 1980er | 1990er | 2000er | 2010er | 2020er |

| Jahr      | Deutscher Titel                                          | Originaltitel                                                        | Regisseur                       | Genre                      | Min. | Credit | Rolle |
| --------- | -------------------------------------------------------- | -------------------------------------------------------------------- | ------------------------------- | -------------------------- | ---- | ------ | --- |
|           |                                                          |                                                                      |                                 | 1960er                     |      |        | |
| 1966      | -                                                        | Pardon the Expression                                                | Michael Cox                     | Fernsehserie               | 30   | Ja     | Roy in Folge 2x22 |
| 1966      | -                                                        | Orlando                                                              |                                 | Fernsehserie               | 30   | Ja     | Peter Batterby in 6 Folgen |
| 1966–1967 | -                                                        | Coronation Street                                                    |                                 | Fernsehserie               | 30   | Ja     | Ron Jenkins in 7 Folgen |
|           |                                                          |                                                                      |                                 | 1970er                     |      |        | |
| 1972      | Angst ist der Schlüssel                                  | Fear is the Key                                                      | Michael Tuchner                 | Actionfilm                 | 104  | Ja     | Royale |
| 1973      | -                                                        | A Misfortune                                                         | Ken Loach                       | Fernsehfilm                |      |        | |
| 1973      | Play for Today: Hard Labour                              | Hard Labour                                                          | Mike Leigh                      | Fernsehreihe               | 75   | Ja     | Naseem in Folge 3x20 |
| 1973      | Gene Bradley in geheimer Mission                         | The Adventurer                                                       |                                 | Fernsehserie               |      |        | Pierre in Folge 1x26 |
| 1973      | -                                                        | Full House                                                           | Vernon Lawrence, Ken Loach      | Fernsehserie               |      |        | Schauspieler in einem Theaterstück in Folge 1x11                                                                                               |
| 1973      | -                                                        | Wessex Tales                                                         | David Jones                     | Miniserie                  |      | Ja     | Lord Uplandtowers in Folge 1x06 |
| 1974      | -                                                        | Antony and Cleopatra                                                 | John Scoffield                  | Fernsehfilm                | 164  | Ja     | Thidias |
| 1974      | -                                                        | 2nd House                                                            |                                 | Fernsehserie               |      |        | Folge 2x05 |
| 1975      | -                                                        | The Love School                                                      |                                 |                            |      |        | Dante Gabriel Rossetti in 5 Folgen |
| 1976      | -                                                        | Dickens of London                                                    |                                 | Miniserie                  | 60   | Ja     | Dr. John Elliotson in 2 Folgen |
| 1976–1979 | -                                                        | Crown Court                                                          |                                 | Fernsehserie               | 25   | Ja     | Jeremy Leigh in 10 Folgen |
| 1977      | -                                                        | The Velvet Glove                                                     | Philip Saville                  | Fernsehreihe               | 90   | Ja     | Chakravarti in Folge 1x05 |
| 1978      | -                                                        | Thank You, Comrades                                                  | Jack Gold                       | Fernsehfilm                | 60   | Ja     | Roberto Cibrario |
| 1979      | -                                                        | BBC2 Playhouse                                                       | Roger Bamford, Trevor Nunn      | Fernsehserie               |      | Ja     | Ivanov in Folge 6x02 |
|           |                                                          |                                                                      |                                 | 1980er                     |      |        | |
| 1980      | -                                                        | Vikings!                                                             |                                 | Fernsehserie               | 30   |        | Synchronstimme in 4 Folgen |
| 1982      | -                                                        | Kean                                                                 |                                 | Fernsehfilm                | 51   | Ja     | Edmund Kean |
| 1982      | -                                                        | The Merry Wives of Windsor                                           | David Jones                     | Fernsehfilm                | 170  | Ja     | Frank Ford |
| 1982      | Gandhi                                                   | Gandhi                                                               | Richard Attenborough            | Drama                      | 181  | Ja     | Mahatma Gandhi |
| 1983      | Betrug                                                   | Betrayal                                                             | David Jones                     | Drama                      | 95   | Ja     | Robert |
| 1984      | -                                                        | Oxbridge Blues                                                       | James Cellan Jones              | Fernsehserie               | 75   | Ja     | Geoff Crafen in Folge 1x07 |
| 1984      | Die Dame mit den Kamelien                                | Camille                                                              | Desmond Davis                   | Fernsehfilm                | 100  | Ja     | Duval |
| 1985      | Harem                                                    | Harem                                                                | Arthur Joffé                    | Drama                      | 98   | Ja     | Selim |
| 1985      | -                                                        | Silas Marner: The Weaver of Raveloe                                  | Giles Foster                    | Fernsehfilm                | 92   | Ja     | Silas Marner |
| 1987      | Maurice                                                  | Maurice                                                              | James Ivory                     | Literaturverfilmung        | 140  | Ja     | Lasker-Jones |
| 1987      | Das Geheimnis der Sahara                                 | Il segreto del Sahara                                                | Alberto Negrin                  | Fernsehmehrteiler          | 315  | Ja     | Sholomon |
| 1988      | Die vergessene Insel                                     | Pascali's Island                                                     | James Dearden                   | Drama                      | 103  | Ja     | Basil Pascali |
| 1988      | Der Zug                                                  | Lenin The Train; Quel treno per Pietrogrado; Un train pour Petrograd | Damiano Damiani                 | Fernsehfilm                | 208  | Ja     | Lenin |
| 1988      | Genie und Schnauze                                       | Without a Clue                                                       | Thom Eberhardt                  | Komödie                    | 107  | Ja     | Dr. John Watson |
| 1988      | Zeugenaussage                                            | Testimony                                                            | Tony Palmer                     | Filmbiografie              | 157  | Ja     | Dmitri Schostakowitsch |
| 1989      | Recht, nicht Rache                                       | Murderers Among Us The Simon Wiesenthal Story                        | Brian Gibson                    | Drama                      | 168  | Ja     | Simon Wiesenthal |
|           |                                                          |                                                                      |                                 | 1990er                     |      |        | |
| 1991      | Bugsy                                                    | Bugsy                                                                | Barry Levinson                  | Gangsterfilm               | 130  | Ja     | Mobster Meyer Lansky |
| 1991      | The War That Never Ends                                  | The War That Never Ends                                              | Jack Gold                       | Fernsehfilm                | 90   | Ja     | Pericles |
| 1992      | Sneakers – Die Lautlosen                                 | Sneakers                                                             | Phil Alden Robinson             | Heist-Movie                | 126  | Ja     | Cosmo |
| 1993      | Dave                                                     | Dave                                                                 | Ivan Reitman                    | Komödie                    | 105  | Ja     | Gary Nance |
| 1993      | Das Königsspiel – Ein Meister wird geboren               | Searching for Bobby Fischer                                          | Steven Zaillian                 | Drama                      | 110  | Ja     | Bruce Pandolfini |
| 1993      | Schindlers Liste                                         | Schindler’s List                                                     | Steven Spielberg                | Drama                      | 195  | Ja     | Itzhak Stern, mit dessen Unterstützung es Oskar Schindler gelingt etwa 1100 Juden vor dem Holocaust zu retten.                                 |
| 1994      | Der Tod und das Mädchen                                  | Death and the Maiden                                                 | Roman Polański                  | Drama                      | 99   | Ja     | Roberto Miranda |
| 1995      | Species                                                  | Species                                                              | Roger Donaldson                 | Science-Fiction            | 104  | Ja     | Xavier Fitch |
| 1995      | Die Bibel – Josef                                        | Joseph                                                               | Roger Young                     | Bibelfilm                  | 178  | Ja     | Potifar |
| 1995      | Die Bibel – Moses                                        | Moses                                                                | Roger Young                     | Bibelfilm                  | 176  | Ja     | Mose |
| 1996      | Was ihr wollt                                            | Twelfth Night                                                        | Trevor Nunn                     | Shakespeare-Vefilung       | 128  | Ja     | Feste |
| 1997      | The Assignment – Der Auftrag                             | The Assignment                                                       | Christian Duguay                | Spionagefilm               | 115  | Ja     | Amos |
| 1997      | Der Elfengarten                                          | Photographing Fairies                                                | Nick Willing                    | Fantasyfilm                | 106  | Ja     | Reverend Templeton |
| 1997      | Im Sog der Gier                                          | Weapons of Mass Distraction                                          | Stephen Surjik                  | Fernsehfilm                | 92   | Ja     | Julian Messenger |
| 1998      | The Tale of Sweeney Todd                                 | The Tale of Sweeney Todd                                             | John Schlesinger                | Fernsehfilm                | 92   | Ja     | Sweeney Todd |
| 1998      | Schuld und Sühne                                         | Crime and Punishment                                                 | Joseph Sargent                  | Fernsehfilm                | 120  | Ja     | Porfiry |
| 1999      | The Confession – Das Geständnis                          | The Confession                                                       | David Hugh Jones                | Drama                      | 114  | Ja     | Harry Fertig |
| 1999      | Alice im Wunderland                                      | Alice in Wonderland                                                  | Nick Willing                    | Literaturverfilmung        | 150  | Ja     | Major Raupe |
|           |                                                          |                                                                      |                                 | 2000er                     |      |        | |
| 2000      | Rules – Sekunden der Entscheidung                        | Rules of Engagement                                                  | William Friedkin                | Kriegsfilm                 | 122  | Ja     | Botschafter Mourain |
| 2000      | Good Vibrations – Sex vom anderen Stern                  | Good Vibrations                                                      | Mike Nichols                    | Komödie                    | 101  | Ja     | Graydon, Anführer einer außerirdischen Zivilisation, die die Erde erobern möchte.                                                              |
| 2000      | Sexy Beast                                               | Sexy Beast                                                           | Jonathan Glazer                 | Krimi                      | 85   | Ja     | Don Logan |
| 2001      | A.I. – Künstliche Intelligenz                            | Artificial Intelligence AI                                           | Steven Spielberg                | Science-Fiction            | 146  | Ja     | Stimme des Erzählers |
| 2001      | Anne Frank                                               | Anne Frank The Whole Story                                           | Robert Dornhelm                 | Drama                      | 189  | Ja     | Otto Frank, Vater von Anne Frank |
| 2002      | Bis in alle Ewigkeit                                     | Tuck Everlasting                                                     | Jay Russell                     | Drama                      | 88   | Ja     | Mann im gelben Anzug |
| 2003      | Haus aus Sand und Nebel                                  | House of Sand and Fog                                                | Vadim Perelman                  | Drama                      | 126  | Ja     | Massoud Amir Behrani |
| 2004      | Suspect Zero – Im Auge des Mörders                       | Suspect Zero                                                         | E. Elias Merhige                | Thriller                   | 99   | Ja     | Benjamin O’Ryan, ein Psychopath, der dem FBI bei der Suche nach einem Serienkiller hilft.                                                      |
| 2004      | Thunderbirds                                             | Thunderbirds                                                         | Jonathan Frakes                 | Science-Fiction            | 94   | Ja     | The Hood, Erzfeind der Thunderbirds. |
| 2005      | Oliver Twist                                             | Oliver Twist                                                         | Roman Polański                  | Literaturverfilmung        | 125  | Ja     | Kingsley spielt Fagin, einen alten Bandenführer, der Kinder für sich stehlen lässt.                                                            |
| 2005      | A Sound of Thunder                                       | A Sound of Thunder                                                   | Peter Hyams                     | Science-Fiction            | 97   | Ja     | Charles Hatton |
| 2005      | BloodRayne                                               | BloodRayne                                                           | Uwe Boll                        | Horrorfilm                 | 94   | Ja     | Kagan, ein mächtiger Vampir und Vater der Hauptfigur.                                                                                          |
| 2005      | Mrs. Harris – Mord in besten Kreisen                     | Mrs. Harris                                                          | Phyllis Nagy                    | Fernsehfilm                | 94   | Ja     | Herman Tarnower |
| 2006      | Die Sopranos                                             | The Sopranos                                                         | Danny Leiner                    | Fernsehserie               | 55   | Ja     | Ben Kingsley spielt sich selbst in Episode 6x07.                                                                                               |
| 2006      | Lucky Number Slevin                                      | Lucky Number Slevin                                                  | Paul McGuigan                   | Thriller                   | 109  | Ja     | „Der Rabbi“, ein jüdischer Gangsterboss |
| 2007      | Die letzte Legion                                        | The Last Legion                                                      | Doug Lefler                     | Literaturverfilmung        | 99   | Ja     | Ambrosinus/Merlin |
| 2007      | You Kill Me                                              | You Kill Me                                                          | John Dahl                       | Kriminalkomödie            | 92   | Ja     | Auftragsmörder Frank Falenczyk |
| 2008      | The Wackness – Verrückt sein ist relativ                 | The Wackness                                                         | Jonathan Levine                 | Drama                      | 99   | Ja     | Dr. Squires |
| 2008      | Elegy oder die Kunst zu lieben                           | Elegy                                                                | Isabel Coixet                   | Drama                      | 106  | Ja     | David Kepesh |
| 2008      | War Inc. – Sie bestellen Krieg: Wir liefern              | War, Inc.                                                            | Joshua Seftel                   | Satire                     | 106  | Ja     | Walken |
| 2008      | Der Love Guru                                            | The Love Guru                                                        | Marco Schnabel                  | Komödie                    | 87   | Ja     | Guru Fummelampulla |
| 2008      | Transsiberian                                            | Transsiberian                                                        | Brad Anderson                   | Thriller                   | 111  | Ja     | Grinko |
| 2008      | 50 Dead Men Walking – Der Spitzel                        | Fifty Dead Men Walking                                               | Kari Skogland                   | Thriller                   | 117  | Ja     | Fergus |
|           |                                                          |                                                                      |                                 | 2010er                     |      |        | |
| 2010      | Shutter Island                                           | Shutter Island                                                       | Martin Scorsese                 | Psychothriller             | 138  | Ja     | Dr. John Cawley ist Leiter einer Psychiatrie für geistesgestörte Schwerverbrecher.                                                             |
| 2010      | Prince of Persia: Der Sand der Zeit                      | Prince of Persia: The Sands of Time                                  | Mike Newell                     | Fantasy                    | 116  | Ja     | Nizam, Gegenspieler von Prinz Dastan |
| 2011      | Hugo Cabret                                              | Hugo                                                                 | Martin Scorsese                 | 3D-Film                    | 127  | Ja     | Ben Kingsley leiht der Figur des Georges Méliès seine Stimme, dem Filmpionier und Erfinder der Stop-Motion-Filmtechnik.                        |
| 2012      | Der Diktator                                             | The Dictator                                                         | Larry Charles                   | Komödie                    | 83   | Ja     | Tamir ist der Onkel und Sicherheitschef des Diktators Admiral General Aladeen.                                                                 |
| 2013      | Iron Man 3                                               | Iron Man 3                                                           | Shane Black                     | Science-Fiction-Actionfilm | 130  | Ja     | Der Schauspieler Trevor Slattery tritt als Mandarin in Erscheinung, der die westliche Welt mit seiner Terrororganisation „Zehn Ringe“ bedroht. |
| 2013      | Das Gesetz in meiner Hand                                | A Common Man                                                         | Chandran Rutnam                 | Action-Thriller            | 89   | Ja     | Ben Kingsley spielt einen namenlosen Attentäter, der in Colombo fünf Bomben legt.                                                              |
| 2013      | Ender’s Game – Das große Spiel                           | Ender’s Game                                                         | Gavin Hood                      | Science-Fiction            | 114  | Ja     | Der legendäre Kampfpilot Mazer Rackham trainiert Ender, um das außerirdische Volk der Formics zu besiegen, die die Menschheit bedrohen.        |
| 2013      | Der Medicus                                              | Der Medicus                                                          | Philipp Stölzl                  | Literaturverfilmung        | 155  | Ja     | Ibn Sina ist Arzt und Wissenschaftler und bildet die titelgebende Hauptfigur in Persien aus.                                                   |
| 2013      | Unter Feinden – Walking with the Enemy                   | Walking with the Enemy                                               | Mark Schmidt                    | Drama                      | 113  | Ja     | Kingsley spielt den Reichsverweser Miklós Horthy, der im Zweiten Weltkrieg heimlich mit den Alliierten über einen Waffenstillstand verhandelt. |
| 2014      | Marvel One-Shot: Der Mandarin                            | Marvel One-Shot: All Hail the King                                   | Drew Pearce                     | Kurzfilm                   | 14   | Ja     | Der Schauspieler Trevor Slattery kommt nach den Ereignissen in Iron Man 3 ins Gefängnis.                                                       |
| 2014      | Die Boxtrolls                                            | The Boxtrolls                                                        | Graham Annable, Anthony Stacchi | Stop-Motion                | 96   | Ja     | Stimme von Archibald Snatcher, der als Kammerjäger die friedliebenden Trolle jagt.                                                             |
| 2014      | Learning to Drive – Fahrstunden fürs Leben               | Learning to Drive                                                    | Isabel Coixet                   | Komödie                    | 90   | Ja     | Darwan, New Yorker Taxifahrer und -lehrer, der der Hauptfigur Wendy das Fahren beibringt.                                                      |
| 2014      | Robot Overlords – Herrschaft der Maschinen               | Robot Overlords                                                      | Jon Wright                      | Science-Fiction            | 94   | Ja     | Robin Smythe, ein Kollaborateur, der den außerirdischen Invasoren hilft.                                                                       |
| 2014      | Exodus: Götter und Könige                                | Exodus: Gods and Kings                                               | Ridley Scott                    | Bibelfilm                  | 150  | Ja     | Nun, ein alter Sklave, der Mose von dessen Vergangenheit berichtet.                                                                            |
| 2014      | Nachts im Museum: Das geheimnisvolle Grabmal             | Night at the Museum: Secret of the Tomb                              | Shawn Levy                      | Komödie                    | 98   | Ja     | Pharao |
| 2014      | Stonehearst Asylum – Diese Mauern wirst du nie verlassen | Stonehearst Asylum                                                   | Brad Anderson                   | Psychothriller             | 112  | Ja     | Dr. Silas Lamb |
| 2015      | Knight of Cups                                           | Knight of Cups                                                       | Terrence Malick                 | Drama                      | 118  | Ja     | Stimme des Erzählers |
| 2015      | Life                                                     | Life                                                                 | Anton Corbijn                   | Filmbiografie              | 121  | Ja     | John G. Morris |
| 2015      | Selfless – Der Fremde in mir                             | Self/less                                                            | Tarsem Singh                    | Science-Fiction            | 117  | Ja     | Damian Hale |
| 2015      | The Walk                                                 | The Walk                                                             | Robert Zemeckis                 | Filmbiografie              | 123  | Ja     | Rudolf Omankowsky |
| 2015      | Tut – Der größte Pharao aller Zeiten                     | Tut                                                                  | David von Ancken                | Miniserie                  | 270  | Ja     | Pharao Ay (Eje) |
| 2016      | The Jungle Book                                          | The Jungle Book                                                      | Jon Favreau                     | Abenteuer                  | 105  | Ja     | Stimme von Baghira |
| 2016      | Collide                                                  | Collide                                                              | Eran Creevy                     | Action                     | 100  | Ja     | Geran |
| 2017      | War Machine                                              | War Machine                                                          | David Michôd                    | Kriegsfilm                 | 122  | Ja     | Afghanischer Präsident Hamid Karzai |
| 2017      | Security                                                 | Security                                                             | Alain Desrochers                | Action                     | 88   | Ja     | Charlie |
| 2017      | Backstabbing for Beginners                               | Backstabbing for Beginners                                           | Per Fly                         | Politthriller              | 108  | Ja     | Pasha |
| 2018      | Operation Finale                                         | Operation Finale                                                     | Chris Weitz                     | Drama                      | 122  | Ja     | Adolf Eichmann |
| 2018      | Intrigo – Tod eines Autors                               | Intrigo Death of an Author                                           | Daniel Alfredson                | Kirmi                      | 106  | Ja     | Henderson |
| 2018      | Nomis – Die Nacht des Jägers                             | Night Hunter                                                         | David Raymond                   | Thriller                   | 99   | Ja     | Der ehemalige Richter Cooper jagt Kinderschänder und wird in den Fall eines Serienkillers verwickelt.                                          |
| 2018      | Unten am Fluss                                           | Watership Down                                                       | Noam Murro                      | Miniserie                  | 240  | Ja     | Stimme von General Woundwort |
| 2019      | The Red Sea Diving Resort                                | The Red Sea Diving Resort                                            | Gideon Raff                     | Drama/Thriller             | 129  | Ja     | Ethan Levin |
| 2019      | Spider in the Web                                        | Spider in the Web                                                    | Eran Riklis                     | Thriller                   | 113  | Ja     | Adereth |
|           |                                                          |                                                                      |                                 | 2020er                     |      |        | |
| 2021      | Locked Down                                              | Locked Down                                                          | Doug Liman                      | Heist-Movie                | 118  | Ja     | Malcolm |
| 2021      | Shang-Chi and the Legend of the Ten Rings                | Shang-Chi and the Legend of the Ten Rings                            | Destin Daniel Cretton           | Martial Arts/Fantasy       | 132  | Ja     | Trevor Slattery |
| 2022      | -                                                        | Dalíland                                                             | Mary Harron                     | Drama                      | 104  | Ja     | Salvador Dalí |
| 2023      | A Great Place to Call Home                               | Jules                                                                | Marc Turtletaub                 | Drama                      | 104  | Ja     | Milton Robinson |
| 2023      | Ich sehe was, was du nicht siehst                        | The Wonderful Story of Henry Sugar                                   | Wes Anderson                    | Kurzfilm                   | 39   | Ja     | |
| 2023      | Gift                                                     | Poison                                                               | Wes Anderson                    | Kurzfilm                   | 17   | Ja     | Dr. Ganderbai |
| 2024      | William Tell                                             | William Tell                                                         | Nick Hamm                       | Kriegsdrama                | 133  | Ja     | |
| 2024      | The Killer's Game                                        | The Killer's Game                                                    | J.J. Perry                      | Actionkomödie              | 104  | Ja     | Zvi Rabinowitz |
| 2025      | The Thursday Murder Club                                 | The Thursday Murder Club                                             | Chris Columbus                  | Krimikomödie               | 118  | Ja     | Ibrahim Arif |